# IndiGo Airlines
IndiGo Airlines (InterGlobe Aviation Limited) ist eine indische Billigfluggesellschaft mit Sitz in Neu-Delhi und Basis auf dem Indira Gandhi International Airport.
Diese steht in keiner Beziehung zum US-Investor Indigo Partners, der die Billigfluggesellschaften Frontier Airlines (USA), JetSmart (Chile), Volaris (Mexiko) und Wizz Air (Ungarn) betreibt.

## Geschichte

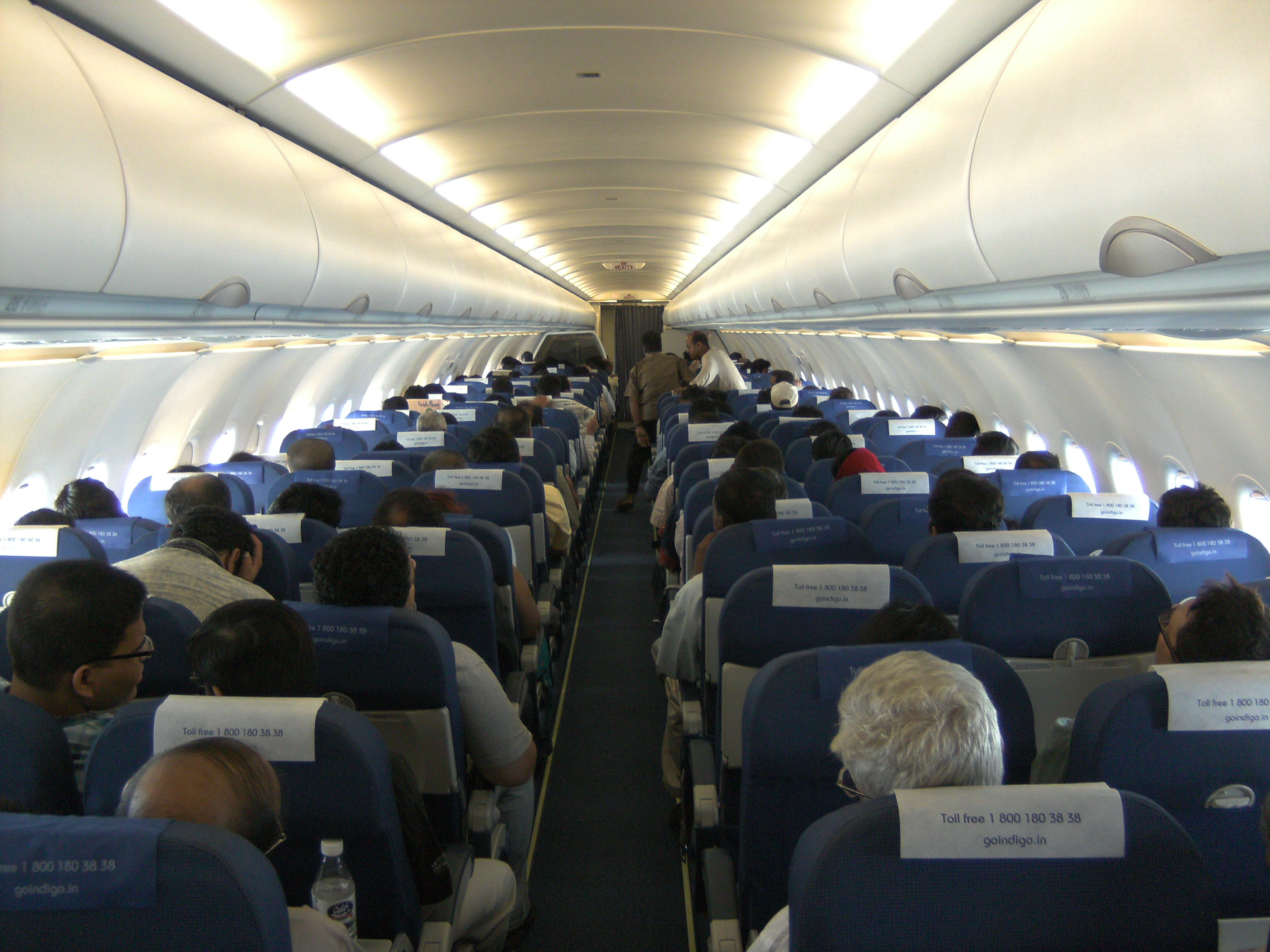
Kabine eines Airbus A320-200 der IndiGo Airlines

### Gründung und erste Jahre
IndiGo Airlines wurde Anfang 2006 von Rahul Bhatia von Interglobe Enterprises sowie Rakesh Gangwal gegründet. Interglobe Enterprises hält 51,12 % der Anteile an IndiGo. 48 % gehören der Caelum Investments LLC.
Im Juni 2005 bestellte IndiGo Airlines 100 Flugzeuge der Airbus-A320-Familie (siebzig A320 und dreißig A321) im Wert von sechs Milliarden US-Dollar. Die erste Maschine wurde am 28. Juli 2006 ausgeliefert. Am 22. Juni 2011 unterzeichnete IndiGo Airlines eine Bestellung im Wert von 16,2 Milliarden US-Dollar über weitere 180 Flugzeuge der Airbus-A320-Familie. Von den 180 Flugzeugen entfielen 150 auf die neue modernisierte Version Airbus A320neo.
Im Oktober 2014 unterzeichnete das Unternehmen eine Absichtserklärung für den Kauf von 250 weitere Maschinen des Typs Airbus A320neo. Der Vertrag umfasst auch eine Absichtserklärung für den Kauf weiterer 100 Maschinen des gleichen Typs. Am 17. August 2015 erteilte IndiGo den Auftrag für weitere 250 Maschinen aus der Absichtserklärung. Es ist einer der größten Aufträge in der Luftfahrtgeschichte. Insgesamt bestellte IndiGo Airlines bis zu diesem Zeitpunkt 430 Airbus A320neo mit einem Auftragsvolumen von knapp 46 Milliarden US-Dollar. Am 3. November 2014 lieferte Airbus den letzten A320-200 an IndiGo Airlines aus.
Im März 2016 konnte die Fluggesellschaft als erste Gesellschaft in Asien überhaupt ihre erste Airbus A320neo in Empfang nehmen. Bis 2018 wandelte IndiGo insgesamt 150 Bestellungen von A320neo in A321neo um.
Im Oktober 2019 bestellte IndiGo 300 weitere Flugzeuge der A320-Familie, davon 52 weitere A320neo und 248 weitere A321neo, letztere inkl. einer unbekannten Anzahl A321XLR. Somit hat IndiGo insgesamt 730 Flugzeuge der A320neo-Familie bestellt, von denen bisher 98 (Stand November 2019) ausgeliefert wurden. Ein Teil der bestellten A320neo ersetzt auch bestehende A320ceo, um das Durchschnittsalter der Flotte möglichst gering zu halten.
Am 19. Juni 2023 wurde bekannt gegeben, dass IndiGo Airlines, auf der Pariser Luftfahrtschau, weitere 500 Flugzeuge der A320-Familie fest bestellt hat. Die Flugzeuge sollen ab 2030 ausgeliefert werden.

### Expansion nach Europa
Ende 2017 gab IndiGo Airlines bekannt, dass sie Flüge nach Europa aufnehmen und damit ihr Streckennetz ausbauen wolle. Anfangs war man an der Langstreckenflotte der Air India interessiert, später entschied man sich, diese Flüge mit eigenen Flugzeugen durchzuführen. Da die finanzielle Lage der Fluggesellschaft dem Unterfangen seinerzeit nicht zuträglich war und Genehmigungen fehlten, wurde eine Codeshare-Vereinbarung mit Turkish Airlines abgeschlossen, sodass IndiGo Airlines ab dem 20. März 2019 zunächst nur Neu-Delhi mit dem Flughafen Istanbul verband.

## Flugziele
Die meisten Flüge von IndiGo sind indische Inlandsflüge. Die wichtigsten Drehkreuze sind Neu-Delhi, Mumbai, Chennai, Banglore und Kalkutta. Zusätzlich werden Ziele in Südostasien bedient. Seit März 2019 fliegt IndiGo Istanbul als erste europäische Destination an.

## Flotte

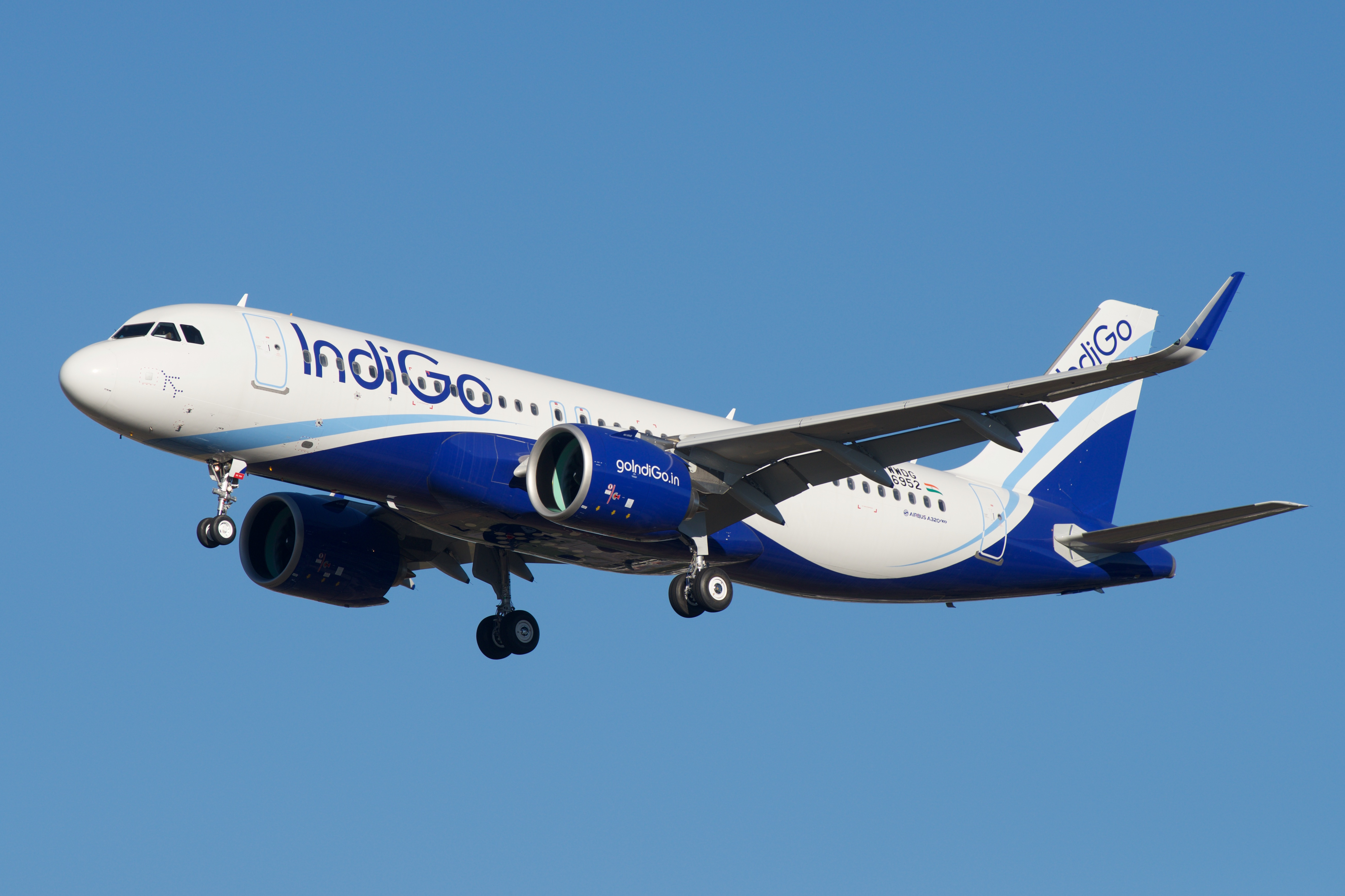
Airbus A320neo der IndiGo

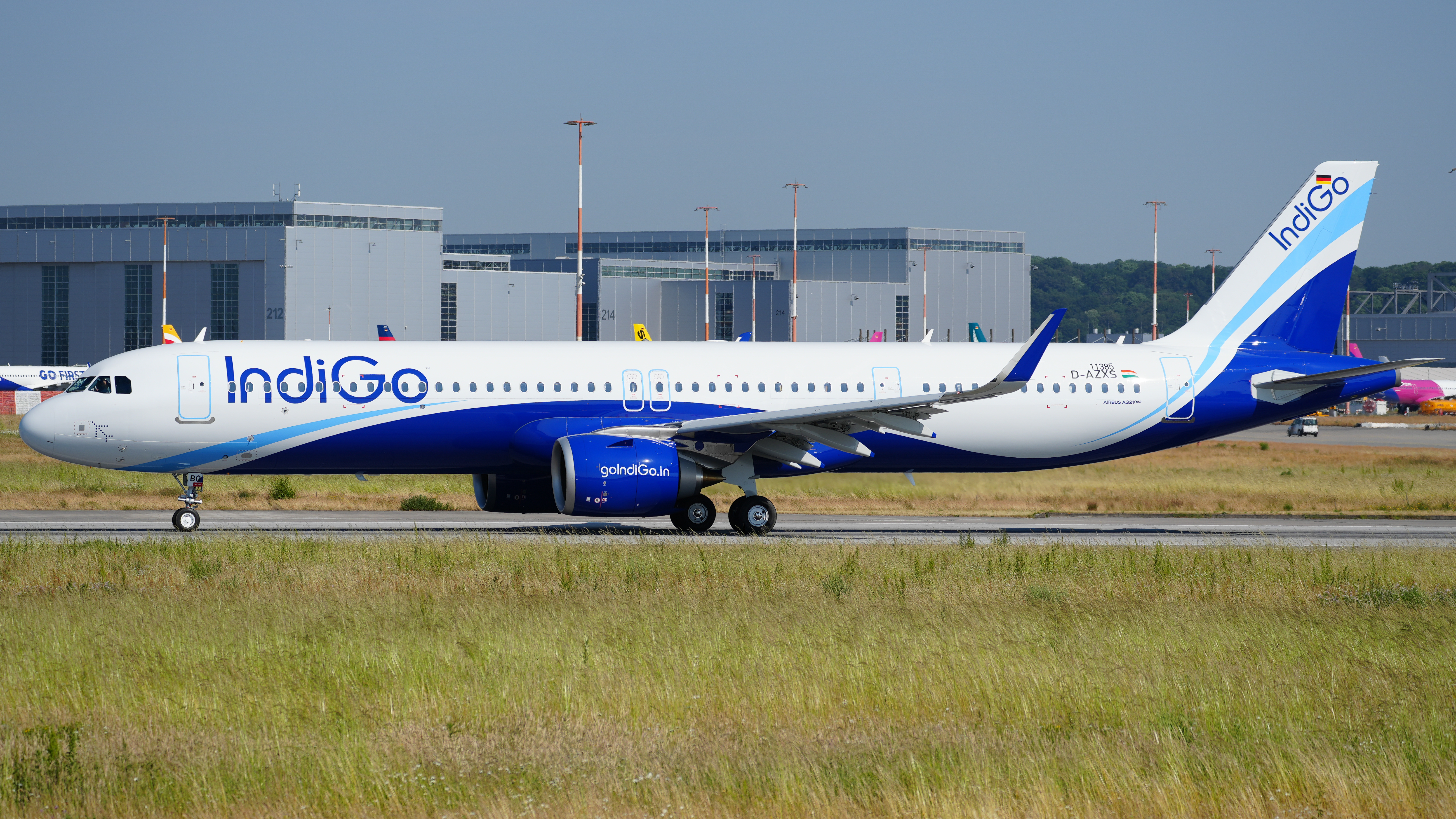
Airbus A321neo der IndiGo

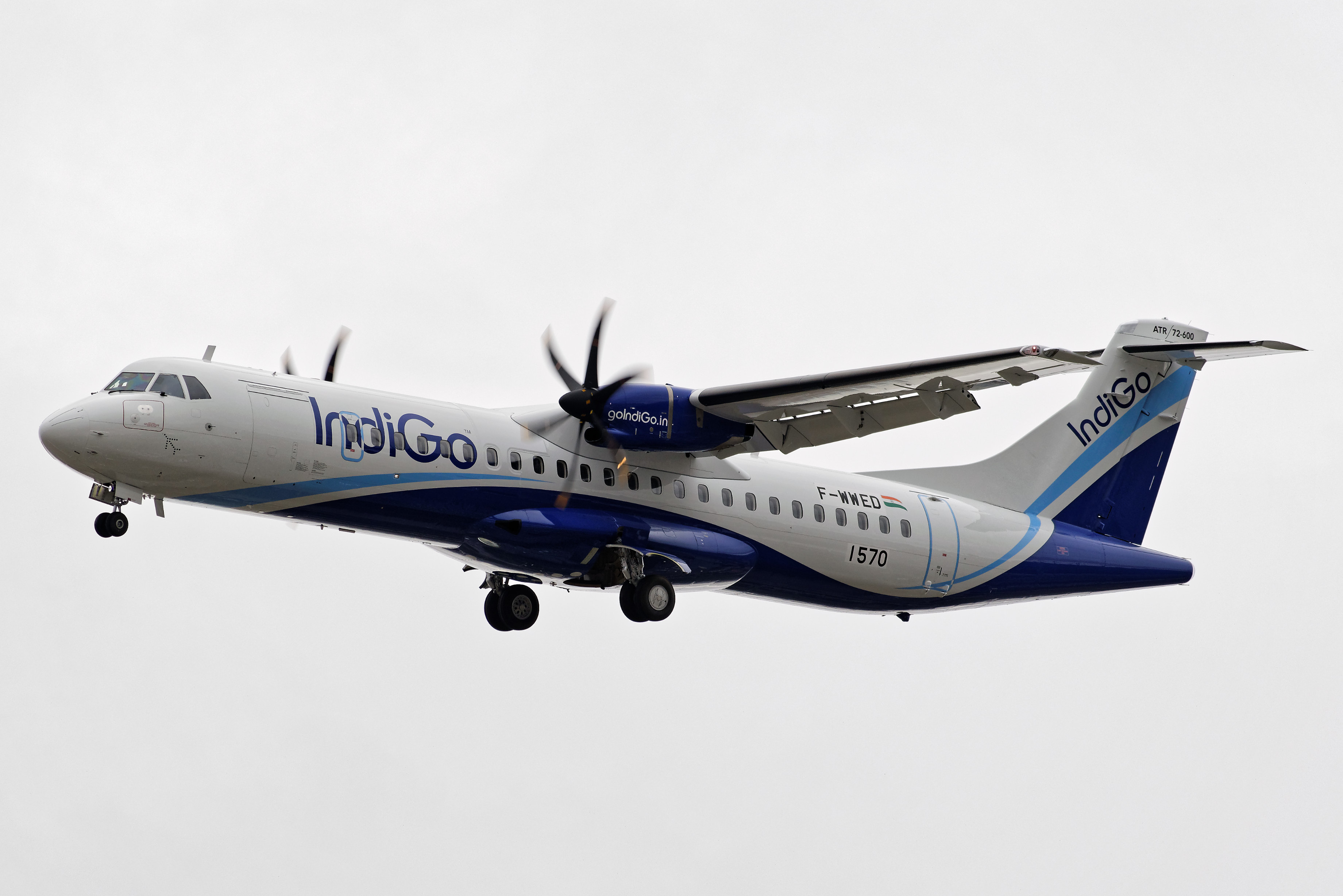
ATR 72-600 der IndiGo

Mit Stand Mai 2025 besteht die Flotte der IndiGo aus 418 Flugzeugen mit einem Durchschnittsalter von 4,6 Jahren:
| Flugzeugtyp      | Anzahl | bestellt | Anmerkungen                            | Sitzplätze | Durchschnittsalter |
| ---------------- | ------ | -------- | -------------------------------------- | ---------- | ------------------ |
| Airbus A320-200  | 027    |          | zwei inaktiv                           | 180        | 013,0 Jahre        |
| Airbus A320neo   | 189    | 237      | 47 inaktiv; seit 2020 mit CFM LEAP     | 186        | 04,4 Jahre         |
| Airbus A321P2F   | 03     |          |                                        | Cargo      | 17,0 Jahre         |
| Airbus A321neo   | 139    | 649      | 19 inaktiv; Aufteilung unklar          | 222 232    | 02,6 Jahre         |
| Airbus A321XLR   |        | 649      | 19 inaktiv; Aufteilung unklar          | Offen      |                    |
| Airbus A350-900  |        | 060      | + 40 Optionen; Auslieferung ab 2027    | Offen      |                    |
| Boeing 737-800   | 02     |          | Betrieben durch Corendon Airlines      | 189        | 13,6 Jahre         |
| Boeing 737 Max 8 | 06     |          | Betrieben durch Qatar Airways          | 176        | 4,7 Jahre          |
| Boeing 777-300ER | 03     |          | Betrieben durch Turkish Airlines       | 400        | 17,4 Jahre         |
| Boeing 787-9     | 01     |          | Betrieben durch Norse Atlantic Airways | 338        | 7,0 Jahre          |
| ATR 72-600       | 048    | 02       | zwei inaktiv                           | 78         | 04,6 Jahre         |
| Gesamt           | 418    | 948      |                                        |            | 04,6 Jahre         |